# لئونید هورویچ
لئونید هورویچ (روسی: Леони́д Гу́рвич؛ زاده ۲۱ اوت ۱۹۱۷ – درگذشته ۲۴ ژوئن ۲۰۰۸) یک ریاضی‌دان، و اقتصاددان اهل ایالات متحده آمریکا بود.
وی موفق به دریافت جایزه نوبل شده و در آن هنگام استاد دانشگاه مینه سوتا آمریکا بوده‌است.
هورویچ با بیا نظریه طراحی مکانیسم موفق به دریافت جایزه نوبل شد.
تآلیفات:
تئوری شرکت و سرمایه‌گذاری ـ برخی از مشکلات ناشی در برآورد روابط اقتصادی ـ طراحی مکانیزم برای تخصیص منابع
هورویچ در سال ۱۹۱۷ در شهر مسکو به دنیا آمد او تنها چند ماه پیش از انقلاب اکتبر در کشور روسیه و در خانواده‌ای لهستانی متواد شد. خانواده او که در ایام جنگ جهانی اول به مسکو نقل مکان نموده بودند پس از تولد وی به لهستان بازگشتند. هوریچ در زندگی خود به برخی از کشورهای اروپایی نظیر پرتغال و سوییس سفر نمود تا اینکه در سال ۱۹۴۰ به ایالت متحده رفت. هوریچ در کارنامه علمی خود سابقه پنجاه سال تدریس مباحث گوناگون اقتصادی را دارد و در حال حاضر به عنوان یکی از محققین برجسته در مباحث میان رشته‌ای اقتصاد، علوم اجتماعی و علم سیاسی به‌شمار می‌آید. نخستین مدرک دانشگاهی او در زمینه حقوق از دانشگاه وارسا است، جایی که او را به مباحث اقتصادی علاقه‌مند نمود. هورویچ سپس به تحصیل در LSE پرداخت و پس از ان موفق به حضور در مؤسسه آموزش عالی مطالعات بین‌الملل گردید. وی پس از مراجعت به آمریکا توانست تحصیلات خود را در دانشگاه هاروارد و شیکاگو ادامه دهد. هرچند هیچ وقت مدرک رسمی در زمینه اقتصاد دریافت نکرد. از او نقل شده‌است که «آنچه از اقتصاد آموخته‌ام با شنیدن و یادگیری فرا گرفته‌ام». یکی دیگر از نکات قابل توجه در سوابق آموزشی و علمی هورویچ، حضور در دانشگاه‌های کشورهای آسیایی چون هندوستان، اندونزی، ژاپن و چین است. در آمریکا نیز او در دانشگاه‌هایی چون مینه سوتا، برکلی، میشیگان، نورث وسترن و مؤسسه فناوری کالیفرنیا حضور داشته‌است. او در این دانشگاه‌ها به آموزش موضوعاتی چون اقتصاد رفاه، اقتصاد بخش عمومی، مکانیزم‌ها و نهادها و اقتصاد ریاضی پرداخت. او پس از بازنشستگی در سال ۱۹۸۸ تا سال ۲۰۰۶ همچنان به تدریس ادامه داد. او مسن‌ترین دریافت‌کننده جایزه نوبل است که این جایزه را در سال ۲۰۰۷ دریافت کرد.
هورویچ و دریافت جایزه نوبل:شرحی بر نظریه طراحی مکانیسم که جایزه نوبل اقتصاد ۲۰۰۷ را نصیب لئونید هورویچ کرد
لئونید هورویچ اقتصاددان آمریکایی و برنده جایزه نوبل اقتصاد ۲۴ ژوئن (۴ تیر) درگذشت.
شهرت هورویچ عمدتاً به خاطر مطالعات وی درحوزه تئوری بازی‌ها به ویژه وضع تئوری طراحی مکانیسم (Mechanism Design Theory) بود و همین نظریه اخیر که از زیر شاخه‌های تئوری بازی هاست او را شایسته دریافت جایزه نوبل کرد. هورویچ این جایزه را به همراه دو هم وطن دیگرخود (اریک مسکین و راجر مایرسون) دریافت کرد اما تأثیر کار او بر ابداع تئوری طراحی مکانیسم چنان زیاد بود که دو اقتصاددان دیگر در سایه شهرت و اعتبار وی قرار داشتند. سایه هورویچ چنان سنگین بود که اریک مسکین پس از آنکه شنید برنده جایزه نوبل شده آنگونه که خودش می‌گفت افتخار کرد که به همراه لئونید هورویچ برنده این جایزه شده‌است. تواضع اریک مسکین علت روشنی داشت: هورویچ به عنوان مبدع تئوری طراحی مکانیسم (Mechanism Design Theory) برنده جایزه نوبل ۲۰۰۷ شد، و دو اقتصاددان دیگر به خاطر کاربردی کردن و توسعه این نظریه. بنیان تئوری طراحی مکانیسم، عینی تر و دقیق تر کردن اطلاعات کنشگران اقتصادی از بازار است.
«سازگاری انگیزه”(Incentive Compatibility) به عنوان هسته مرکزی طراحی مکانیسم عمل می‌کند. انگیزه‌های فردی که به دلیل توزیع اطلاعات بین عاملین ایجاد می‌شود باعث می‌شود که “اصل آشکارسازی» (Revelation Principle) مورد خدشه قرار گیرد و طراحی مکانیسم بدنبال آن است که در هر مورد مطالعاتی این امر را جستجو کند که چگونه می‌توان عاملین را به سمت آشکارسازی خواسته‌های خویش هدایت کرد. بدین شکل تئوری مکانیسم چارچوب کاری قوی برای تحلیل بازارهای مختلف و سیاستگذاری‌ها را بدست می‌دهد. از بازار بیمه گرفته تا وضع مالیات و … و باز در تمام این موارد طراحی مکانیسم بدنبال اطلاعات خاص هر فرد است که می‌تواند برای او ایجاد انگیزه برای عدم آشکارسازی مطالباتش را کند و در نتیجه در پی راه حل است.
برای روشن‌تر شدن محدوده کاری طراحی مکانیسم مثالی می‌زنیم. اگر فرد الف بخواهد کالایی را که متعلق به اوست به فرد ب که خواهان خرید آن است بفروشد، با چه قیمتی می‌تواند این کار را انجام دهد. اگر فرض کنیم ارزش کالا برای فرد الف x و برای فرد ب y باشد فرد الف حاضر است آن کالا را به قیمت x یا بیشتر بفروشد و در عین حال فرد ب حاضر است به قیمت y یا پایین‌تر از آن خریداری کند.
اگر باز فرض کنیم قیمت معاملاتی (p) بین این دو ارزش باشد آنگاه فرد الف p-x نفع می‌برد و فرد ب y-p و در نتیجه منفعت کل این معامله برای دو طرف (p-x)+(y-p)=y-x است. در نتیجه هر گاه y>x باشد به نفع کل جامعه است که معامله انجام شود و منفعتی به میزان y-x حاصل شود.
اما برای انجام معامله سه راه وجود دارد. اول آنکه فروشنده (فرد الف) قیمت x خود را اظهار کند و اگر فرد ب ارزشی بیشتر برای آن قائل بود معامله انجام شود. دوم آنکه فرد ب قیمت y را بیان کند و اگر برای فرد الف این قیمت بالاتر از x بود معامله انجام شود. سوم آنکه دوطرف هم‌زمان در یک حراج دو طرفه x و y را اظهار کنند و قیمت نهایی (p) مابین این دو حاصل شود.
نظریه طراحی مکانیسم هورویچ:. هنگامی که اریک مسکین در خانه‌ای که زمانی آلبرت انیشتن در پرینستون در آن زندگی می‌کرد، تلفن را برداشت و از آکادمی سلطنتی سوئد خبر برنده شدن جایزه نوبل را شنید، آنچنان که خودش می‌گوید افتخار کرد که به همراه لئونید هورویچ برنده این جایزه شده‌است، زیرا از منظر او و دوستانش شاید پیش از این باید این جایزه به وی تعلق می گرقت. هورویچ روسی الاصل، اکنون در سن نود سالگی و با حکم بازنشستگی از دانشگاه مینه سوتا زندگی علمی خود را در خانه سپری می‌کند. وی چندین بار نامزد دریافت نوبل اقتصاد شد اما هیچگاه برنده نشد و آنچنان که خود می‌گوید این بار نیز امیدی نداشت و هنگامی که با وی تماس گرفته شد فکر کرد که با وی شوخی می‌کنند.
در عین حال وی که از سال ۱۹۶۰ فعالیت خود را در زمینه‌ای که امروز به بار نشست، آغاز کرده بود، همیشه مضطرب بود که با گذر زمان و رفتن افرادی که کارهای وی را دریافته بودند هیچگاه به این مقام دست نیابد.
اما سومین شریک جایزه نوبل دوست و همکلاسی مسکین، راجر مایرسون است. این دو اقتصاددان ۵۶ ساله در سال ۱۹۷۶ هر دو با هم مدرک دکتری خود را از دانشگاه هاروارد اخذ کردند و بدین شکل این سه تن باعث شدند که برای یک بار دیگر نوبل به آمریکایی‌ها برسد. این در حالی است که اگر از دو ملیت‌ها بگذریم آخرین نوبل اقتصاد که به یک غیر آمریکایی رسید، نوبل ۱۹۹۹بود که نصیب ماندل کانادایی شد.
اگر هورویچ به عنوان مبدع تئوری طراحی مکانیسم (Mechanism Design Theory) برنده جایزه نوبل شد، آن دو همکلاسی به خاطر کاربردی کردن و توسعه آن بدین جایزه دست یافتند.
- طراحی مکانیسم

شاید کمتر تئوری در ایران چون کار این سه تن غریب به نظر رسد. از آنجا که این تئوری بیش از همه، زیر شاخه‌ای از تئوری بازی هاست و خود این شاخه از اقتصاد در آکادمی‌های ایران مورد کمترین توجهات قرار گرفته‌است به طریق اولی کمتر کسی در این مورد اطلاع و آگاهی به قدر کفایت دارد. در حالی که امروز سهم مقالات علمی در حوزه تئوری بازی‌ها هر روز در حال افزایش است، نگارنده تا بحال هیچ مقاله علمی در این مورد در مجلات داخلی ندیده است. بر این اساس در حالی که در سه سال گذشته دو جایزه نوبل اقتصاد به این شاخه تعلق گرفته‌است نگاه آکادمیک داخلی باید با سرعت بیشتر به این تحولات پاسخ دهد و از قافله عقب نماند.
مسئله اصلی در طراحی مکانیسم از آنجا آغاز می‌شود که اصولاً فعالیت‌های اقتصادی (در اینجا تعریف فعالیت اقتصادی مرزهای سنتی رابینز را که متمرکز بر تخصیص منابع محدود برای ارضای خواسته‌های نامحدود است درمی‌نوردد و به حوزه‌های سیاسی – اجتماعی و فعالیت‌هایی غیر مصرف و تولید و توزیع نیز می‌کشد) همراه با توزیع اطلاعات است. هر عاملی تمامی اطلاعات را در دست ندارد و اطلاعات هر فرد چون داده شخصی که به او امتیاز می‌دهد عمل می‌کند.
مکانیسم بازار آنچنان که از منظر نئوکلاسیک بر می‌آید با دامن زدن به بهینه پرتو کاراترین عملکرد اقتصادی را به همراه دارد. اما مسئله آنجاست که فروض بازاری از جمله اطلاعات کامل، فضای رقابتی و … در اکثر اوقات در عالم واقعیت رخ نمی‌دهد و در نتیجه بهینه پرتو بهینه‌ای غیر عملی (infeasible) قلمداد می‌شود. اما یک پاسخ در خور توجه که همچنان غیرقابل انکار می‌نماید آن است که حتی اگر مکانیسم بازار قادر نباشد به بهترین نقطه دست یابد اما آلترناتیوی را ارائه می‌دهد که بهتر از مکانیسم‌های دیگر است. طراحی مکانیسم نیز بدون رد این ادعا مدعی آن است که می‌تواند در موارد مختلف تصویری واقعی تر را از شرایط مورد مطالعه و بهترین راه حل‌های موجود ارائه دهد. در حقیقت این تئوری وسیله‌ای برای تحلیل واقعی تر و علمی تر موضوعات اقتصادی است که نقطه کارا و عملی (feasible) را بدست می‌دهد.
▪ یک مثال ساده
برای روشن‌تر شدن محدوده کاری طراحی مکانیسم مثالی می‌زنیم. اگر فرد الف بخواهد کالایی را که متعلق به اوست به فرد ب که خواهان خرید آن است بفروشد، با چه قیمتی می‌تواند این کار را انجام دهد. اگر فرض کنیم ارزش کالا برای فرد الف x و برای فرد ب y باشد فرد الف حاضر است آن کالا را به قیمت x یا بیشتر بفروشد و در عین حال فرد ب حاضر است به قیمت y یا پایین‌تر از آن خریداری کند. اگر باز فرض کنیم قیمت معاملاتی (p) بین این دو ارزش باشد آنگاه فرد الف p-x نفع می‌برد و فرد ب y-p و در نتیجه منفعت کل این معامله برای دو طرف (p-x)+(y-p)=y-x است. در نتیجه هر گاه y>x باشد به نفع کل جامعه است که معامله انجام شود و منفعتی به میزان y-x حاصل شود.
اما برای انجام معامله سه راه وجود دارد. اول آنکه فروشنده (فرد الف) قیمت x خود را اظهار کند و اگر فرد ب ارزشی بیشتر برای آن قائل بود معامله انجام شود. دوم آنکه فرد ب قیمت y را بیان کند و اگر برای فرد الف این قیمت بالاتر از x بود معامله انجام شود. سوم آنکه دوطرف هم‌زمان در یک حراج دو طرفه x و y را اظهار کنند و قیمت نهایی (p) مابین این دو حاصل شود.
اما مشکل از آنجا شکل می‌گیرد که طرفین به دلیل اینکه تنها از ارزش‌های خود اطلاع دارند این انگیزه را دارند که ارزش‌های واقعی خود را اظهار نکنند تا بدین شکل منفعت بیشتری کسب کنند. در حقیقت برای فرد الف که قیمت x حداقل قیمتی است که رضایت او را جلب می‌کند این انگیزه وجود دارد که به دلیل عدم اطلاع از قیمت y فرد ب در حراج قیمتی بالاتر از x را اظهار کند و در نتیجه به قیمت نهایی (p) بیشتری در چانه زنی دست یابد. از آن سو به همین دلیل ساده فرد ب نیز انگیزه دارد که y خود را پایین‌تر از مقدار واقعی نشان دهد. در این صورت بی تردید ممکن است با x و y غیر حقیقی معامله‌ای صورت نگیرد در حالی که با مقادیر واقعی آن‌ها به نفع دو طرف (و در نتیجه کل جامعه) بود که معامله انجام شود.
طراحی مکانیسم تنها تا اینجا پیش نمی‌رود، بلکه راه حل‌ها را برای آشکارسازی (Revelation) اطلاعات نشان می‌دهد و همچنانی که مایرسون نشان می‌دهد حراج دو طرفه با خصیصه‌هایی بهترین نقطه کارا و عملی است.
- حوزه‌های کاری

همچنان که هورویچ نشان می‌دهد «سازگاری انگیزه”(Incentive Compatibility) به عنوان هسته مرکزی طراحی مکانیسم عمل می‌کند. همچنان که در مثال نیز آورده شد انگیزه‌های فردی که به دلیل توزیع اطلاعات بین عاملین ایجاد می‌شود باعث می‌شود که “اصل آشکارسازی» (Revelation Principle) مورد خدشه قرار گیرد و طراحی مکانیسم بدنبال آن است که در هر مورد مطالعاتی این امر را جستجو کند که چگونه می‌توان عاملین را به سمت آشکارسازی خواسته‌های خویش هدایت کرد.
بدین شکل تئوری مکانیسم چارچوب کاری قوی برای تحلیل بازارهای مختلف و سیاستگذاری‌ها را بدست می‌دهد. از بازار بیمه گرفته تا مالیات بندی و …. و باز در تمام این موارد طراحی مکانیسم بدنبال اطلاعات خاص هر فرد است که می‌تواند برای او ایجاد انگیزه برای عدم آشکارسازی مطالباتش را کند و در نتیجه در پی راه حل است.
اما این زیر شاخه تئوری بازی‌ها در این حد هم نمانده و حتی به امور اجتماعی- سیاسی نیز گسترش یافته‌است، آنچنان که خود مایرسون در سال ۲۰۰۳ با این ابزار مقاله‌ای تحت عنوان “چگونه می‌توان در عراق دموکراسی را پایه ریزی کرد؟ ” می‌نویسد.
به هر رو امروز تئوری بازی‌ها بیش از هر زمان دیگر خود را به رخ می‌کشد و اگر تا پیش از این بسیاری آن را تنها برای کارهای نظری و انتزاعی مفید می‌دانستند امروز در عمل می‌بینیم که به عنوان مثال این شاخه حتی تحلیلی واقعی تر و ملموس تر را از مکانیسم بازار به دست می‌دهد تا آلترناتیوهای قبلی با فروض بیشتر و انتزاعی تر.